# Dansk Arbejder Idrætsforbund
Dansk Arbejder Idrætsforbund, ofte omtalt under forkortelsen DAI, der blev stiftet stiftet i år 1929. Historisk blev forbundet stiftet som arbejdervenligt modsvar til DIF, som man mente var for borgerligt.[kilde mangler] DAI er i dag medlem af Danmarks Idrætsforbund (DIF).
DAI udbyder i dag forskellige muligheder for konkurrenceidræt på amatørniveau. Blandt de udbudte discipliner og aktiviteter er: fodbold, krolf, stavgang,tennis, karate, bowling, dart samt senioridræt, Idræt For Sindet og friluftsidræt. Den københavnske 7-mands fodboldturnering er blandt de mest populære rækker i DAI.
Den første egentlige arbejderidrætsklub i Danmark var Typografernes Sportsklub, der blev stiftet den 13. marts 1887 i Rømersgade 22 i København (hvor Arbejdermuseet nu har til huse). I 1926 blev Arbejdernes Boldspilunion stifet i Købehavn. Tidligt fulgte en række andre specialiserede forbund for de enkelte idrætsgrene fraset boldspil, blandt andet roning. Fra 1938 deltog Dansk Arbejder Idrætsforbund i de populære Fagenes Fest.